# Charmant
Charmant is een voormalige gemeente in het Franse departement Charente (regio Nouvelle-Aquitaine) en telt 327 inwoners (1999). De plaats maakt deel uit van het arrondissement Angoulême. Op 1 januari 2016 fuseerde de gemeente met Chavenat en Juillaguet tot de gemeente Boisné-La Tude. 

## Geografie
De oppervlakte van Charmant bedraagt 17,0 km², de bevolkingsdichtheid is 19,2 inwoners per km².
De onderstaande kaart toont de ligging van Charmant met de belangrijkste infrastructuur en aangrenzende gemeenten.

## Demografie
Onderstaande figuur toont het verloop van het inwonertal (bron: INSEE-tellingen).